# 晋剧
晋剧是中国北方的一个重要戏曲剧种，流传于山西省中北部，内蒙古中部，陕西北部以及河北省西部地区，大致上是晋语的并州片，吕梁片，张呼片地区以及大包片，五台片的部分地区。因起源于山西省中部，又被称为中路梆子，也叫山西梆子，另外，晋剧在张家口地区也有“口梆子”的称呼。

## 历史

### 起源
晋剧起源于清代中后期的晋中一带。由当时的蒲州梆子，结合了晋中一带的民歌，中路秧歌，皮影等曲艺形式而创立。

## 行当
晋剧行当分为红，黑，生，旦，丑五大行。

## 艺术形式
旋律婉转、流畅，曲调优美、圆润、亲切，道白清晰，具有晋中地区浓郁的乡土气息和自己独特风格。

## 流派

### 须生
- 丁派：创派人丁果仙。代表艺术家有武忠、阎慧贞、刘宝俊、张鸣琴、刘汉垠、白桂英、马玉娄、孙红丽、降经元等人。
- 盖派：创派人王步云（盖天红）。代表艺术家有乔玉仙、王仙兰等。
- 马派：创派人马兆麟。代表艺术家有马秋仙、李月仙、谢涛、王红鹃、王和爱。
- 张派：创派人张美琴。已经基本失传，但武忠虽然拜的是丁果仙，更多的象张派唱腔。
- 杂派，多以男须生为主，如李玉成、杜录等。
- 改革派：主要是结合嗓音条件改革自创的流派：主要代表人：孙昌。李明星也在积极探索。

### 青衣
- 程派：创派人程玉英。代表艺术家有要换桑、王万梅、乔玉鹃、崔晓红、乔月香。
- 牛派：创派人牛桂英。代表艺术家有卢变嫦、梁美平。
- 梁派：创派人梁小云。现已经基本失传。
- 花派：创派人花艳君。代表艺术家有胡嫦娥。
- 爱爱腔：创派人王爱爱。代表艺术家有史佳花、苗洁、陈篆英、刘建平、杨志爱等。
- 栗派：创派人栗桂莲。代表人物有郭梅云。

### 小生
- 郭派：创派人郭凤英。代表艺术家有郭彩萍、张智、李和平、裴静卫、王波等。
- 宋派：创派人宋云仙。代表艺术家有赵文丽、付翠平、荣娟等。（另外大家很关心的李建国也可以归入宋派，因为他是宋云仙师姐王玉林的徒弟。也可以另立一派。）
- 王派：创派人王宝钗。代表艺术家有张志平、郑强等。
- 李派：创派人李爱梅。代表艺术家有杨小瑞等。

### 小旦
- 冀派：创派人冀美莲。代表艺术家有冀萍、王晓萍等。
- 程派：创派人程伶仙。代表艺术家有董美珍、王素平、桑桂香、等。
- 田派：创派人田桂兰。代表艺术家有崔建华等。
- 刘派：创派人刘元芝。（由于刘老师在和顺晋剧团，人们知道可能不多，但他的唱腔甜美、圆润、嘹亮、别具特色，其实王晓萍是她的徒弟，后改拜冀萍老师）
- 杜派：创派人杜玉梅。
- 转转腔：创派人宋转转。代表艺术家有白卫卫等。

### 花脸
花脸流派不好划分，只提一下有影响的人物：王正魁、金世耀、郝付、张嘉盛、冯继忠、李争光、王春海等。

## 著名剧目
《打金枝》、《临潼山》、《乾坤带》、《沙陀国》、《战宛城》、《白水滩》、《金水桥》、《火焰驹》、《梵王宫》

## 著名演员
张宝魁，丁果仙，张美琴，牛桂英，郭凤英，冀美莲，程玉英，花艳君，梁小云，郭兰英，阎慧贞，武忠，刘宝俊，马玉楼，王爱爱，王万梅，栗桂莲，田桂兰，谢涛，胡嫦娥，苗洁，宋转转，陈转英，王晓萍，张鸣琴，李月仙，郭彩萍，闫飞瑜，史佳花等。